# Lacanobia rectilinea
Lacanobia rectilinea är en fjärilsart som beskrevs av Adrian Hardy Haworth 1809. Lacanobia rectilinea ingår i släktet Lacanobia och familjen nattflyn. Inga underarter finns listade i Catalogue of Life.